# El infante Antonio Pascual
El infante Antonio Pascual es un cuadro de Francisco de Goya, pintado en 1800, como boceto para La familia de Carlos IV. Procede de las colecciones reales y fue localizado en el Palacio Real de Madrid en 1814. Ingresó en el Museo antes de 1857, cuando se cita por primera vez en el catálogo oficial de la institución.

## Historia
Este boceto es uno de los diez estudios al natural pintados por Goya en el Palacio de Aranjuez, durante el verano de 1800. Por deseo de la reina María Luisa de Parma, el pintor retrató por separado a cada miembro de la familia real, lo que evitó que todos juntos debieran posar durante largas y tediosas sesiones.
Todos los bocetos tienen como característica principal una imprimación roja y rasgos faciales construidos en un solo tono, al igual que las masas principales. Al final, una vez definidos los planos y las proporciones, se añadían los matices de color.
El retratado es el infante Antonio Pascual de Borbón (1755-1817), hijo de Carlos III y María Amalia de Sajonia. Nació en Caserta, cuando su padre aun era rey de Nápoles. Casó con su sobrina María Amalia de Borbón el 25 de agosto de 1795, de la que no tuvo hijos y enviudó tres años después. Encabezó la Junta Suprema de Gobierno, por designación de Fernando VII, mientras este acudía a la cita conminatoria de Napoleón en Bayona, con objeto de entenderse con las tropas francesas. En la imagen porta las condecoraciones del Toisón de Oro, la banda de la Orden de Carlos III y la Orden de San Jenaro.